# Xã Rochester, Quận Cedar, Iowa
Xã Rochester (tiếng Anh: Rochester Township) là một xã thuộc quận Cedar, tiểu bang Iowa, Hoa Kỳ. Năm 2010, dân số của xã này là 599 người.